# Фамбах
Фамбах (нім. Fambach) — громада в Німеччині, розташована в землі Тюрингія. Входить до складу району Шмалькальден-Майнінген. 
Площа — 18,05 км2. Населення становить 1980 ос. (станом на 31 грудня 2021).